# Смизька селищна територіальна громада
Смизька селищна територіальна громада — об'єднана територіальна громада в Україні, у Дубенському районі Рівненської області. Адміністративний центр — селище Смига.
Площа громади — 192,27 км², населення — 7732 мешканці (2018).
Утворена 26 квітня 2016 року шляхом об'єднання Смизької селищної ради і Берегівської, Шепетинської сільських рад Дубенського району.
19 липня 2020 року, в результаті адміністративно-територіальної реформи та ліквідації  Дубенського (1939—2020) району, громада увійшла до складу новоутвореного Дубенського району.

## Населені пункти
До складу громади входять 1 селище (Смига) і 13 сіл: Берег, Буща, Голуби, Комарівка, Мартинівка, Миньківці, Нова Миколаївка, Онишківці, Сапанівчик, Стара Миколаївка, Студянка, Тур'я та Шепетин.

## Природа
На території громади розташована гідрологічна пам'ятка місцевого значення Урочище «Студянка».